# بدر الدين البيضاوي
بدر الدين أبو عمر حسين بن محمد البيضاويّ، المعروف بالزمزميّ ولد بمكة في حدود سنة 770 هـ وتوفي بها في ذي الحجة سنة 821 هـ. واعتنى في أول أمره بالفرائض والحساب، وأخذ عن كثيرين، ثم أخذ الفلك والهندسة بالقاهرة، ولم يزل مجدٍّا في الطلب حتى صار أعلم الناس بالفرائض والهيئة والحساب والجبر والمقابلة والهندسة والفلك. ولكن يؤخذ من ترجمته أنه انصرف إلى الفلك، وانتهت إليه رئاسة هذا العلم بالحجاز. ذكره السخاوي في الضوء اللامع، وذكر أن شيخه ابن حجر ترجمه في معجمه، فقال عنه: إنه فاق الأقران في معرفة الهيئة والهندسة.